# 처세술개론 (드라마)
《처세술개론》은 1986년 9월 7일에 MBC TV에서 방영되었던 베스트셀러극장이다.

## 줄거리
순진한 소년의 눈을 통해 본 기성세대의 오염된 처세관을 풍자, 비판한 최인호의 소설을 영상화했다.
9살 짜리 남자 어린이인 정아(조현철)의 엄마 금순(김혜자)은 열렬한 기독교 신자인 반면, 아빠 춘생(이영후)은 뻥튀기 장사를 하면서도 거의 매일 술에 취해 있다. 어느 날 12번째 아이를 출산한 금순을 축하하러 온 목사(정승현)는 미국에서 돈많은 이모(황정순)가 한국의 가족들을 보러 귀국한다는 소식을 전한다. 이에 금순과 춘생은 미국 이모의 막대한 재산을 탐내 접근을 시도하는데...

## 출연
- 황정순
- 이영후
- 김혜자
- 조현철
- 박원숙
- 최정화
- 김영옥
- 정승현
- 박장호
- 조현정
- 오은미
- 김경락
- 임경민
- 김복희
- 김경란
- 김기주
- 송용태
- 유판웅
- 나갑성
- 정명환